# سیدی‌لر (ایسجه‌حصار)
سیدی‌لر (به ترکی استانبولی: Seydiler) یک منطقهٔ مسکونی در ترکیه است که در ایسجه‌حصار واقع شده‌است.